# Alfonso Ocampo Londoño
Alfonso Ocampo Londoño (Manizales, 22 de septiembre de 1923-Cali, 14 de septiembre de 2016) fue un político, profesor, médico y académico colombiano. Fue rector de la Universidad del Valle entre 1966-1971 y fundador y rector de la Universidad Icesi entre 1982 y 1995.

## Biografía
Alfonso Ocampo Londoño nació en Manizales y estudió en el Colegio Berchmans. Posteriormente estudió medicina en la Universidad de Antioquia; como especialista en Cirugía General en las universidades de Harvard y Cornell; Doctor en Ciencias de Columbia – College, S.C.; además de Magíster en Administración de la Universidad del Valle. Fue fundador de la Facultad de Medicina de la Universidad del Valle y rector entre 1966 hasta 1971. Además, fue el gestor de la construcción de sede Meléndez de Universidad del Valle, obra que contó con el respaldo del entonces presidente de la República Carlos Lleras Restrepo.
Entre sus cargos de desempeñó como ministro de Salud en el gobierno de Alberto Lleras Camargo en 1960 y columnista de El País en 1978. El impulsó la creación de la Corporación Universitaria para el Desarrollo Empresarial y Social, (CUDES), la cual nació como una alternativa educativa para los empleados de compañías ubicadas en el centro, el oriente y el norte de Cali que no tuvieran la posibilidad de trasladarse hasta el sur, donde se concentran la mayoría de las instituciones de educación superior de Cali. Falleció en Cali, el 14 de septiembre de 2016 a causa de infarto de miocardio.